# Sagayaraj Thamburaj
Sagayaraj Thamburaj (ur. 14 marca 1969 w Ayyampatty) – indyjski duchowny katolicki, biskup Tanjore od 2024. 

## Życiorys

### Prezbiterat
Święcenia kapłańskie otrzymał 17 kwietnia 1996 i został inkardynowany do diecezji Tiruchirapalli. Pracował głównie jako duszpasterz parafialny, był też m.in. dyrektorem diecezjalnego ośrodka duszpasterskiego oraz wykładowcą w seminarium w Tiruchirapalli.

### Episkopat
13 lipca 2024 papież Franciszek mianował go biskupem diecezji Tanjore.
18 sierpnia 2024 otrzymał święcenia biskupie, których mu udzielił arcybiskup Francis Kalist. 